# Yaguajay
Yaguajay (phát âm tiếng Tây Ban Nha: [ʝaɣwaˈxai]) là một đô thị và thành phố ở tỉnh Sancti Spíritus của Cuba. Đô thị này nằm ở phía bắc tỉnh, và giáp với vịnh Buena Vista về phía bắc.
Vườn quốc gia Caguanes (bảo vệ hệ sinh thái ven biển và đầm lầy, hang động) nằm ở Yaguajay.
Đơn vị hành chính này được lập năm 1847 và lập thành đô thị năm 1879, lúc đó thuộc tỉnh Las Villas.

## Thông tin nhân khẩu
Năm 2004, đô thị Yaguajay có dân số 58.938 người. Diện tích là 1.032 km² (398,5 mi²), với mật độ dân số là 57,1người/km² (147,9người/sq mi).
Đô thị này được chia thành các phường (barrio) Bamburanao, Cabecera, Centeno, Mayajigua, Meneses và Seibabo.